# Mike Sims-Walker
Michael Anthony Sims-Walke (Døbt Michael Anthony Walker) er en amerikansk fodboldspiller, der pt. er free agent. Han har tidligere spillet flere år i NFL, primært for Jacksonville Jaguars.

## Jacksonville Jaguars
Mike blev skadet i fjerde kamp i forsæsonen 2007, som gjorde at han var ude resten af sæsonen. Skaden var i knæet og forhindrede Mike i at spille sit rookie år.